# Tribonyx
Tribonyx is een geslacht van vogels uit de familie Rallen, koeten en waterhoentjes (Rallidae). Het geslacht telt 2 soorten.

## Soorten
- Tribonyx mortierii  – Tasmaans waterhoen
- Tribonyx ventralis  – Australisch waterhoen